# Curupá
Curupá é um distrito do município brasileiro de Tabatinga, no interior do estado de São Paulo.

## História

### Origem
O povoado que deu origem ao distrito se desenvolveu ao redor da estação ferroviária Curupá, inaugurada pela Estrada de Ferro Araraquara em 01/02/1915 e fechada junto com o ramal ferroviário em 1966.

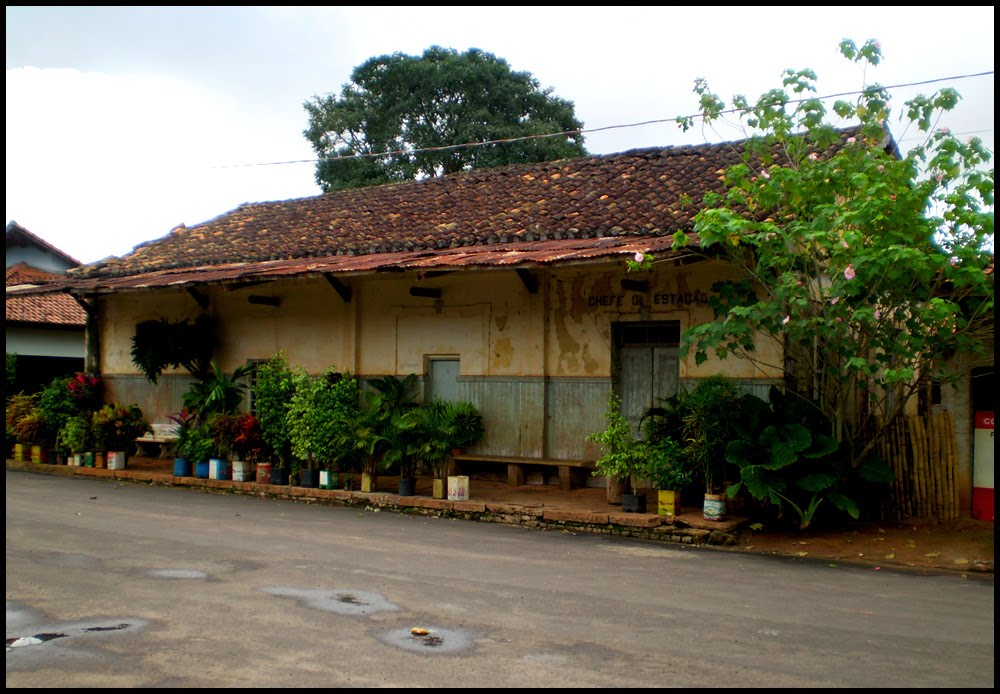
Antiga estação ferroviária.

### Formação administrativa
- Distrito policial de Curupá, criado em 06/10/1934 no município de Tabatinga, extinto em 1945[4].
- Decreto nº 18.456-A de 13/01/1949 - Cria a 2ª subdelegacia de policia na localidade conhecida por Curupá, no distrito e município de Tabatinga[5].
- Distrito criado pela Lei n° 5.285 de 18/02/1959, com sede no povoado de igual nome e com território desmembrado do distrito da sede do município de Tabatinga[6][7].

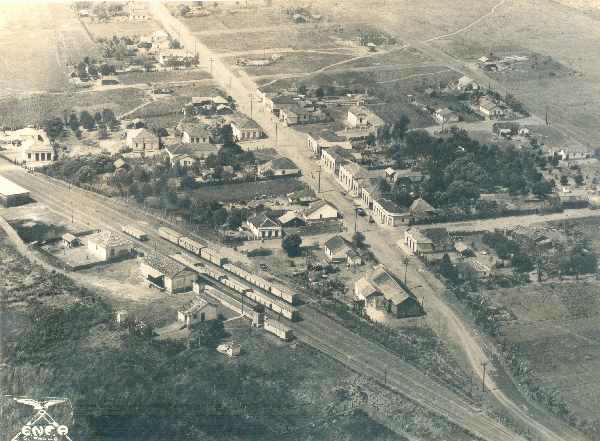
Vista aérea (1939).

### Pedido de emancipação
O distrito tentou a emancipação político-administrativa e ser elevado à município, através de processo que deu entrada na Assembléia Legislativa do Estado de São Paulo no ano de 1995, mas o processo encontra-se com a tramitação suspensa.

## Geografia

### Demografia

#### População urbana
| Crescimento população urbana | Crescimento população urbana | Crescimento população urbana | Crescimento população urbana |
| Censo                        | Pop.                         |                              | %±                           |
| ---------------------------- | ---------------------------- | ---------------------------- | ---------------------------- |
| 1960                         | 298                          |                              | —                            |
| 1970                         | 344                          |                              | 15,4%                        |
| 1980                         | 422                          |                              | 22,7%                        |
| 1991                         | 721                          |                              | 70,9%                        |
| 2000                         | 943                          |                              | 30,8%                        |
| 2010                         | 1 114                        |                              | 18,1%                        |
| Fonte: IBGE e Fundação SEADE |                              |                              |                              |

#### População total
Pelo Censo 2010 (IBGE) a população total do distrito era de 2 249 habitantes.

### Área territorial
A área territorial do distrito é de 160,543 km².

### Rodovias
Os principais acessos ao distrito são a Rodovia Deputado Victor Maida (SP-331) e a estrada vicinal Tabatinga - Curupá.

## Serviços públicos

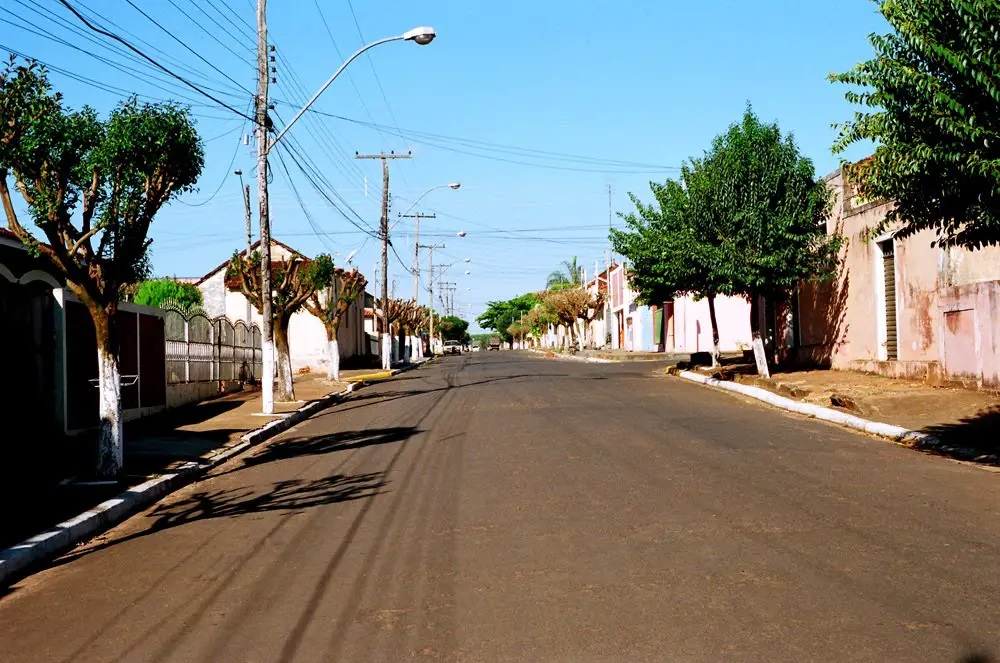
Aspecto local.

### Registro civil
Atualmente é feito na sede do município, pois o distrito não possui Cartório de Registro Civil das Pessoas Naturais.

### Saneamento
O serviço de abastecimento de água é feito pela Prefeitura Municipal de Tabatinga.

### Energia
A responsável pelo abastecimento de energia elétrica é a CPFL Paulista, distribuidora do Grupo CPFL Energia.

### Telecomunicações
A central telefônica, utilizada até os dias atuais, assim como o sistema de discagem direta à distância (DDD), foram implantados pela Telecomunicações de São Paulo (TELESP).

## Religião

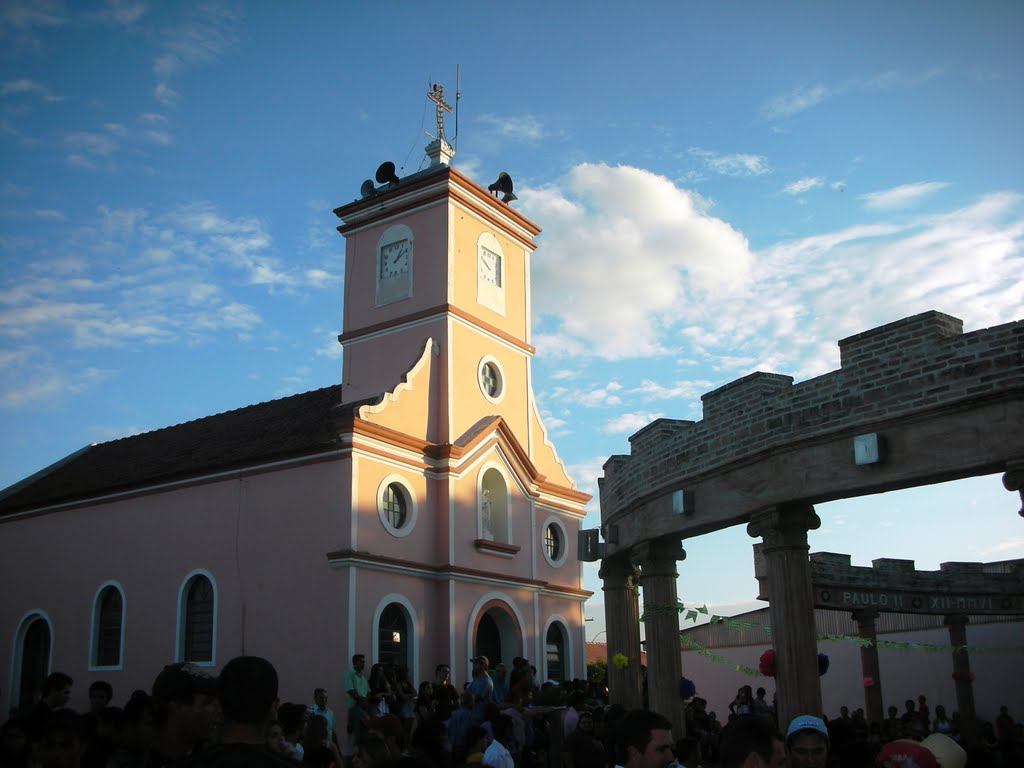
Igreja.

O Cristianismo se faz presente no distrito da seguinte forma:

### Igreja Católica
- A igreja faz parte da Diocese de Jaú[19].

### Igrejas Evangélicas
- Congregação Cristã no Brasil[20].